# Ben-Lomond-Nationalpark
Der Ben-Lomond-Nationalpark (engl.: Ben Lomond National Park) befindet sich im Nordosten des australischen Bundesstaates Tasmanien, etwa 50 km östlich von Launceston. Der Nationalpark ist etwa 165 km² groß und wurde am 13. Juli 1947 gegründet.

## Allgemeines
Namensgebend für den Nationalpark ist der mit 1.572 m nach dem Mount Ossa zweithöchste tasmanische Berg Ben Lomond. Die höchste Spitze des Berges heißt eigentlich Legges Tor, die Bezeichnung Ben Lomond ist aber gebräuchlicher.
Das Plateau, das den Park dominiert, ist nach allen Seiten hin von steilen Abhängen umgeben. Große Teile des Gebietes weisen keine Bodendecke auf. Nur in Teilbereichen, vor allem westlich des Rodway Valley haben sich Moorböden gebildet.

## Geschichte
Der Nationalpark liegt im Gebiet des Ben-Lomond-Stammes der Aborigines, der sich aus drei bis vier Gruppen mit etwa 150 bis 200 Angehörigen zusammensetzt.
Ben Lomond wurde nach einem schottischen Berg gleichen Namens benannt. Sein Plateau wurde erstmals in den Jahren 1805 bis 1806 erforscht. Nach seiner Gründung im Jahr 1929 begann der tasmanische Alpenverein den Bau von Wanderwegen. 1950 beschloss das Parlament Tasmaniens die Erschließung des Gebiets als Skigebiet.

## Pflanzen- und Tierwelt
Der Nationalpark schützt einen repräsentativen Ausschnitt von Tasmaniens Gebirgspflanzengesellschaften in einer breiten Spannweite von alpinen Heidelandschaften bis zu dichten Wäldern.
Insgesamt wurden bisher 222 verschiedene Pflanzenarten nachgewiesen. Besonders häufig kommen Arten wie das Tussockgras (Poa gunnii), die Heidekrautgewächse Richea scoparia und Epacris serpyllifolia sowie Baeckea gunniana vor. Polsterpflanzen sind im Bereich des Plateaus weit verbreitet. Eine dieser Pflanzenarten, Chionohebe ciliolata, kommt überhaupt nur in einem kleinen Bereich des Parkes vor. Eine endemische Art des Parks ist ferner Oreomyrrhis sessiliflora. Besonders gefährdet ist die im Park vorkommende Perlwurz Colobanthus curtisiae.
Der Nationalpark spielt darüber hinaus eine besondere Rolle als Lebensraum für Tiere. Rotnackenwallaby, Wombat, Filander und Östliches Graues Riesenkänguru werden regelmäßig beobachtet. Auch das Langschnauzen-Kaninchenkänguru, der Kurzschnabeligel und das Schnabeltier kommen vor.
Die Vogelwelt des Parks ist bisher nicht eingehend untersucht worden. Jedoch wurden Arten wie der Keilschwanzadler, Gelbohr-Rabenkakadu, Gelbbauchsittich, Gelblappen-Honigfresser sowie die Honigfresser-Arten Lichenostomus flavicollis und Melithreptus validirostris nachgewiesen.
Ähnlich unerforscht ist die Reptilien- und Amphibienfauna. Bemerkenswert ist jedoch der endemische Nördliche Schneeskink Niveoscincus greeni sowie die Australischen Südfrösche Crinia signifera und Crinia tasmaniensis.

## Tourismus
Das Gebiet bildet den Schwerpunkt des alpinen Skilaufes in Tasmanien.